# Power, Corruption and Lies
Albums de New Order
Movement
(1981) Low-Life
(1985)
Power, Corruption and Lies est le deuxième album studio du groupe anglais New Order, sorti en 1983.

## Historique
Cet album marque un virage important dans la carrière du groupe, après des albums post-punk pour passer à la synthpop, voire de la musique électronique, marqué par le single Blue Monday, sorti la même année et qui est devenu la meilleure vente de maxi 45 tours en Angleterre.
L'album est paru sous le code FACT75 (pour le LP) et FACD75 (pour le CD).
C'est à cette époque que le groupe précise son style avec une basse distinctive de plus en plus présente, de façon rythmique pour des compositions guitare/basse classiques (Age of Consent, Leave Me Alone), mais aussi plus mélodique lorsque la rythmique est plutôt assurée de façon électronique (Blue Monday, Your Silent Face).
À partir de 2013, Peter Hook and The Light l'ont rejoué sur scène. Plusieurs albums live sont venus documenter cette représentation, à commencer par le double CD Movement & Power, Corruption & Lies (Live At Manchester Cathedral 18th January 2013). Les arrangements originaux sont respectés et les huit titres y figurent regroupés dans l'ordre de l'album historique.
À l'instar de Movement en 2019, une definitive edition est publiée en 2020, qui ne comprend cependant pas certains enregistrements de cette époque tels Video 5 8 6 ou le Hacienda Christmas Flexi – Factory FAC 51B (Rocking Carol / Ode to Joy). Celle-ci est publiée le 2 octobre 2020.

## Pochette

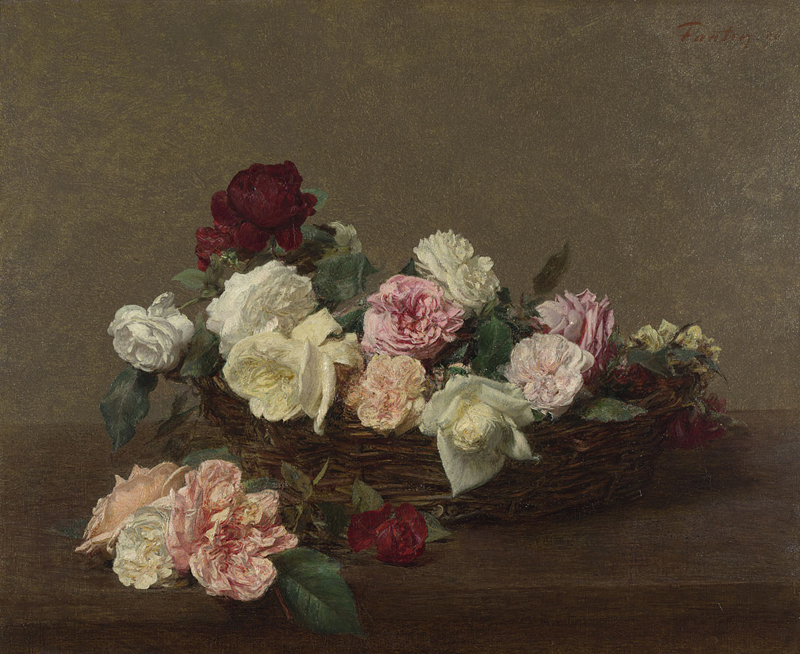
Henri Fantin-Latour, Un panier de roses (1890).

La pochette de l'album, conçue par Peter Saville, est une reproduction du tableau Un panier de roses d'Henri Fantin-Latour qui fait partie de la collection permanente de la National Gallery de Londres. Initialement, Peter Saville souhaitait s'inspirer d'un tableau sombre de la Renaissance pour s'accorder avec le titre de l'album qu'il trouvait « machiavélique ». Il s'est rendu à la National Gallery à la recherche d'un portrait, puis a changé d'avis trouvant finalement l'association trop évidente. C'est sa compagne de l'époque qui lui a donné l'idée d'utiliser le tableau de Fantin-Latour en regardant des cartes postales rapportées du musée. La reproduction du tableau a pu être utilisée grâce à l'autorisation exceptionnelle du directeur de la National Gallery, sur une demande de Tony Wilson.

## Titres de l'album
1. Age of Consent (5:16)
2. We All Stand (5:14)
3. The Village (4:37)
4. 586 (7:31)
5. Your Silent Face (6:00)
6. Ultraviolence (4:52)
7. Ecstasy (4:25)
8. Leave Me Alone (4:39)

2008 Collector's Edition bonus disc
1. Blue Monday – 7:32
2. The Beach – 7:22
3. Confusion – 8:15
4. Thieves Like Us – 6:38
5. Lonesome Tonight – 5:13
6. Murder – 3:57
7. Thieves Like Us (Instrumental) – 6:59
8. Confusion (Alt Version) (Instrumental) – 7:36

2020 Definitive Edition bonus disc
1. Age of Consent (Writing Session Recordings)
2. The Village (Writing Session Recordings)
3. 5 8 6 (Writing Session Recordings)
4. Your Silent Face (Writing Session Recordings)
5. Ecstasy (Writing Session Recordings)
6. Leave Me Alone (Writing Session Recordings)
7. Turn the Heater on (John Peel Session 1982)
8. We All Stand (John Peel Session 1982)
9. Too Late (John Peel Session 1982)
10. 5 8 6 (John Peel Session 1982)
11. Too Late mix instrumental (John Peel Session demo 1982)
12. Thieves Like Us (New York Session demo)
13. Thieves Like Us (Writing Session Recordings)
14. Murder (Writing Session Recordings)
15. Blue Monday #1 (Writing Session Recordings)
16. Blue Monday #2 (Writing Session Recordings)
17. Blue Monday instrumental demo (Album Session Recordings)

## Classements et certifications
| Classement (1983)             | Meilleure place |
| ----------------------------- | --------------- |
| Australie (ARIA)              | 38              |
| Canada (RPM)                  | 66              |
| Nouvelle-Zélande (RIANZ)      | 3               |
| Pays-Bas (Mega Album Top 100) | 14              |
| Royaume-Uni (UK Albums Chart) | 4               |

| Région                                                                                                 | Certification | Ventes/Streams |
| --- | ------------- | -------------- |
| Royaume-Uni (BPI)                                                                                      | Argent        | 60 000^        |
| *Ventes selon la certification ^Mise en rayon selon la certification xNon précisé par la certification |               |                |